# СОИП — Евроазијски извиђачки регион
Евроазијски извиђачки регион је један од шест региона Светске организације извиђачког покрета (СОИП). Чини га 6 националних извиђачких организација. По подацима СОИП-а из 2005. године у Евроазијском извиђачком региону има око 23.000 извиђача.
Земље чланице Евроазијског извиђачког региона су у ствари некадашње републике бившег СССР-а. Географски гледано, овај регион углавном обухвата територију северне Азије и подручја између Црног мора и Каспијског језера.

## Државе чланице
У табели испод налази се списак држава које улазе у састав Евроазијског извиђачког региона. У табели се налазе подаци о броју чланова националних организација, години оснивања извиђачких покрета у датим земљама, као и година њиховог учлањења у Светску организацију извиђачког покрета
| Р. Б. | Земља      | Број чланова | Година оснивања извиђачког покрета | Година учлањења у СОИП |
| 1     | Јерменија  | 2,385        | 1912                               | 1997                   |
| 2     | Азербејџан | 1,356        | 1997                               | 2000                   |
| 3     | Грузија    | 1,240        | 1994                               | 1997                   |
| 4     | Молдавија  | 1,540        | 1991                               | 1997                   |
| 5     | Русија     | 14,130       | 1909                               | 2000                   |
| 6     | Таџикистан | 1,968        | 1991                               | 1997                   |
| 7     | Украјина   | 2,175        | 1909                               | 2008                   |